# La Torre (Ribera de Cardós)
La Torre és una estructura defensiva habilitada com a borda de Vall de Cardós (Pallars Sobirà) inclosa a l'Inventari del Patrimoni Arquitectònic de Catalunya.

## Descripció
Edifici de planta rectangular amb murs de gruix considerable construïts amb pedra pissarrosa, amb obertures escasses i peites, integrat per planta baixa i dos pisos, el darrer directament sota la coberta de llicorella a dues aigües.
Al centra de la façana, a la planta baixa, s'obre un arc rebaixat format per grans dovelles molt ben tallades.
Antic edifici fortificat que ha estat objecte de moltes modificacions. En l'actualitat s'utilitza com a borda.